# Pangasinan (langue)
Pour les articles homonymes, voir Pangasinan.
Le pangasinan est une langue austronésienne parlée dans le centre de la province de Pangasinan, située dans l'île de Luçon, aux Philippines. Il était autrefois écrit avec le baybayin.

## Classification
Le pangasinan est une langue malayo-polynésienne occidentale et fait partie des langues philippines. Il appartient au sous-groupe des langues luzon du Nord des langues philippines avec l'ibaloy, le karao, l'ilongot et les parlers kallahan, le keley-i, le kallahan de kayapa et le tinoc.

## Phonologie
Les tableaux présentent les phonèmes du pangasinan.

### Voyelles
|         | Antérieure    | Centrale      | Postérieure   |
| ------- | ------------- | ------------- | ------------- |
| Fermée  | i [i] iː [iː] | ɨ [ɨ] ɨː [ɨː] | u [u] uː [uː] |
| Ouverte |               | a [a] aː [aː] |               |

### Consonnes
|               |               | Bilabiale | Dentale | Latérale | Palatale | Vélaire | Glottale |
| ------------- | ------------- | --------- | ------- | -------- | -------- | ------- | -------- |
| Occlusives    | Sourdes       | p [p]     | t [t]   |          |          | k [k]   | ʔ [ʔ]    |
| Occlusives    | Sourdes       | b [b]     | d [d]   |          |          | g [g]   |          |
| Fricatives    | Fricatives    |           | s [s]   |          |          |         |          |
| Nasales       | Nasales       | m [m]     | n [n]   |          |          | ŋ [ŋ]   |          |
| Liquides      | Liquides      |           | r [r]   | l [l]    |          |         |          |
| Semi-voyelles | Semi-voyelles | w [w]     |         |          | y [j]    |         |          |